# Melkmachine
Een melkmachine is een installatie dat mechanisch het zuigen van een jong aan de spenen van de moederdier nabootst, waarna er melk uitkomt. De melkmachine wordt gebruikt bij alle soorten melkvee, zoals koeien, geiten en schapen.

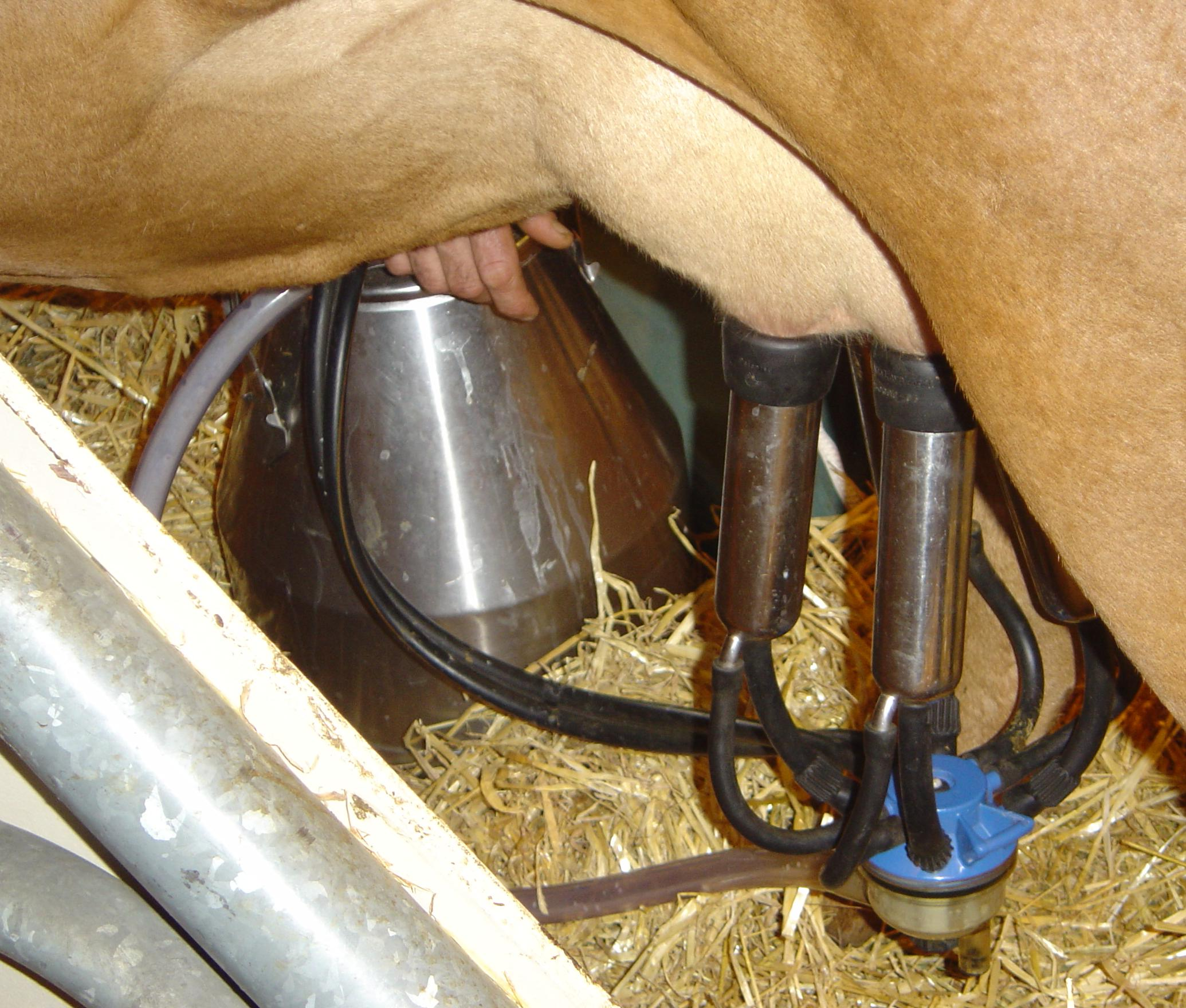
Melkstel

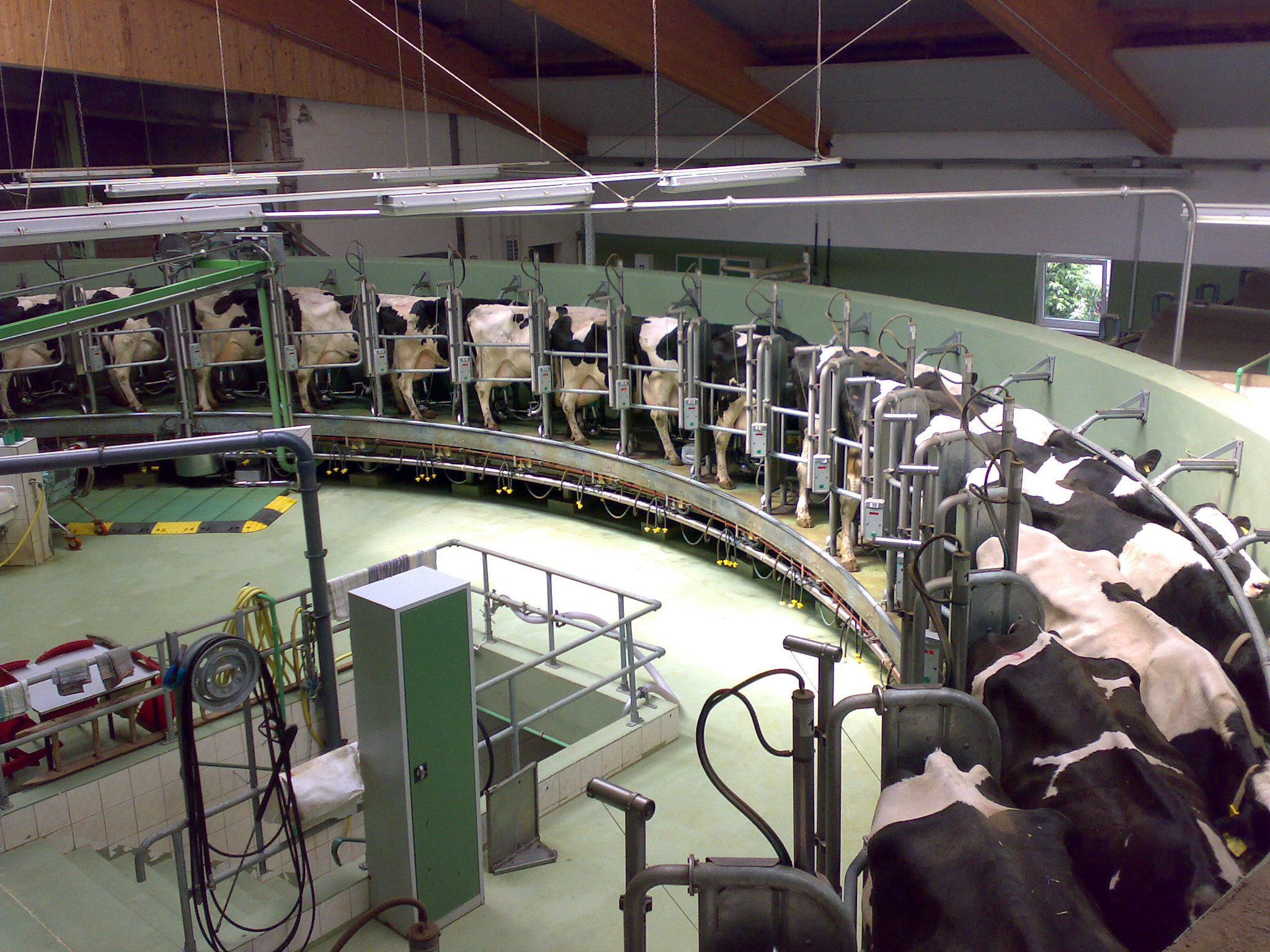
Melkcarrousel

Hygiëne is bij het melken van groot belang. Alle onderdelen van de melkmachine moeten na het melken worden doorgespoeld met water met een schoonmaakvloeistof. Verder moeten de rubberen zuignappen (tepelhouders) regelmatig worden vervangen, want wanneer deze oud worden en het rubber uitdroogt zullen zich in kleine scheurtjes bacteriën verzamelen. De melkmachine wordt regelmatig onderhouden (minimaal 1 keer per 12 maanden) door een gecertificeerde monteur, waarbij een rapport wordt opgemaakt en nodige reparaties en afstellingen worden verricht, een soort apk-beurt.
De prijs die door de zuivelfabriek wordt betaald voor de melk hangt, naast het vet- en eiwitpercentage van de melk, mede af van het bacteriegehalte van de melk: het kiemgetal. Hoe minder bacteriën, hoe beter de prijs. Ook wordt de melk onderzocht op het celgetal. Dit is een aanwijzing of de koe gezond is of misschien uierontsteking heeft. Voor beide zijn door de zuivelverwerkers strenge normen opgesteld.
Melk wordt voordat deze naar de zuivelfabriek wordt vervoerd eerst in een tank op de boerderij opgeslagen, de melkkoeltank. Het spreekt vanzelf dat deze tank van een koelsysteem is voorzien. De melk wordt voordat deze in de melktank komt gefilterd en vaak al voorgekoeld. De warmte die hierbij vrij komt wordt vaak gebruikt om water te verwarmen, dat op zijn beurt gebruikt wordt om het melksysteem te spoelen. De melktank kan wel 10 tot 20.000 liter melk opslaan.
Tegenwoordig gebeurt dit maar één keer per twee of drie dagen, uiteraard met een tankwagen, de Rijdende Melk Ontvangst (RMO).
Anno 2023 herbergen de 10 grootste melkveehouderijen ieder meer dan 650 koeien.

## Geschiedenis
Op een gemengd bedrijf werd een belangrijk deel van de beschikbare arbeid gebruikt voor het melken. Een goede melker heeft tegen het einde van de negentiende eeuw gemiddeld acht minuten nodig om een koe te melken. Het is dus logisch dat er veel aandacht is besteed aan de mechanisatie van deze tweemaal daags terugkerende werkzaamheid.
In de 19e eeuw waren er verscheidene experimenten met machinaal melken. Tussen 1877 en 1898 werden er 80 patenten uitgegeven, terwĳl er uiteindelĳk ‘slechts’ 30 nieuwe modellen op de markt kwamen. Geen van de machines bleek een succes. De meeste probeerde met een constant vacuüm te werken, maar dit was zeer onprettig voor de koeien. De melkmachine begon pas goed te functioneren na de uitvinding van de pulsator. Die zorgde voor een rust- en zuigfase onder de speen, waardoor het melken beter verliep. De eerste melkmachine dat een succes werd kwam in 1908 op de Nederlandse markt. Door de crisis van de jaren dertig en de Tweede Wereldoorlog ontstond een langjarige stagnatie. Veel melkmachines verdwenen zelfs bij gebrek aan kennis en onderhoud.

### Emmerinstallaties
Rond 1950 heeft het machinaal melken, in vorm van emmerinstallaties op de grupstal of verplaatsbare weide-installaties, een grote vlucht genomen. Enerzijds is de overschakeling naar machinaal melken het gevolg van het gebrek aan arbeidskrachten. Boerenarbeiders konden elders, zoals in de industrie, veel meer verdienen. Anderzijds speelde het streven naar kostprĳsverlaging van de melk een rol. De ontwikkeling was explosief. Tussen 1950 en 1960 groeide het aantal melkmachines van 4000 naar 39.000, terwijl er in 1970 85.000 installaties waren. Het aantal koeien die machinaal werden gemolken was intussen toegenomen van circa 5% in 1950 tot minstens 90% in 1970.
Deze eerste melkmachines bestonden (onder andere) uit een motor, een vacuümpomp, (vacuüm)leidingen, een melkemmer en een melkstel. De melkemmer waar de melk in terecht kwam had een deksel die het geheel luchtdicht afsluit. Aan de deksel zat het melkstel, bestaand uit een verdeelstuk, een klauw, en vier houders voor de spenen, zogenaamde tepelhouders. De tepelhouders bestaan uit een metalen buis, de tepelbeker, en een rubber binnenstuk, de tepelvoering. Daarnaast zat op de deksel een aansluiting voor de vacuümslang. Deze vacuümslang, verbonden met de vacuümpomp die aan de muur hing, liep boven de koeien. Men hoefde alleen het kraantje om te zetten om het geheel in werking te stellen. Vanuit de pulsator, eveneens te vinden op de deksel, liepen vier korte luchtslangen richting de vier tepelhouders. De pulsator zorgde voor de afwisseling van de zuigslag en van de persslag. Met de zuigslag wordt aan de spenen gezogen. Met de persslag wordt het bloed terug gedrukt uit de speen naar de uier. Dit gebeurde door buitenlucht toe te laten in de ruimte tussen de tepelvoering en de tepelbeker, waardoor de tepelvoering samendrukt.  Als de melkemmer vol was werd hij leeggegoten in de melkbussen. Na het melken werden de bussen aan de weg gezet om opgehaald om twee keer per dag opgehaald door de melkrijder/melkboer. In het oosten van Nederland kwam de melkrijder alleen ‘s ochtends de bussen ophalen, en bracht ze ‘s middag weer leeg en schoon terug.
De melker liep met het melkstel tussen de koeien om de tepelhouders, nadat de spenen schoongemaakt waren, te bevestigen. In de winter, als de koeien op stal stonden, werd de melkinstallatie aangesloten op de vacuümleiding in de stal. In de zomer, als de koeien buiten liepen was het in de stal melken wat minder praktisch. De stal was op veel bedrijven, niet geschikt om de koeien er tweemaal per dag in te halen en uit te laten. Als koeien (relatief) dicht bij huis liepen werd er een melkplaats aangelegd. In de regel werd die gebouwd voor een dubbele rij koeien, waarbij de koeien met de staart naar elkaar toe stonden. De vacuümleiding liep voor de koppen van de koeien, die vaststaan aan een balk, langs. Door de stalleiding naar buiten te verlengen kon de pomp en motor gewoon in het achterhuis blijven hangen. Als de koeien verder van het bedrijf geweid werden had men een verplaatsbare weide-installatie nodig, waarna men kon melken in bijvoorbeeld de koebocht.

### Melkleidingen
De introductie van de melkkoeltank bevorderde in de jaren zeventig de vervanging van emmerinstallaties door installaties met melkleidingen. De melkleidingen worden in de grupstallen boven de koeien geplaatst, waardoor het ook wel een hoogliggende melkleiding werd genoemd. De melkleiding is een buizenstelsel dat loopt naar een centraal punt waar de melk in de melktank gepompt wordt. De melker liep nog steeds, net als bij de emmerinstallaties, tussen de koeien om het melkstel te installeren.
Een nadeel van melken met hoogliggende melkleidingen is het risico dat de zuurgraad van het melkvet snel te hoog wordt, met als gevolg dat er smaakafwijkingen (zepig, ranzig) optreedt in zuivelproducten. De zuurgraad van het melkvet is een maatstaf voor de mate waarin vetsplitsing heeft plaatsgevonden. Dergelijk vetsplitsing ontstaat wanneer de beschermende werking van de vetbolletjes oppervlaktelaag terugloopt. Reden voor mechanische beschadiging van de oppervlaktelaag zijn bijvoorbeeld luchtinslag bij het melken, wat met name optreedt bij het omhoog leiden van melk, vernauwingen in de leiding en onzorgvuldige bediening van de apparatuur.

### Melkstallen

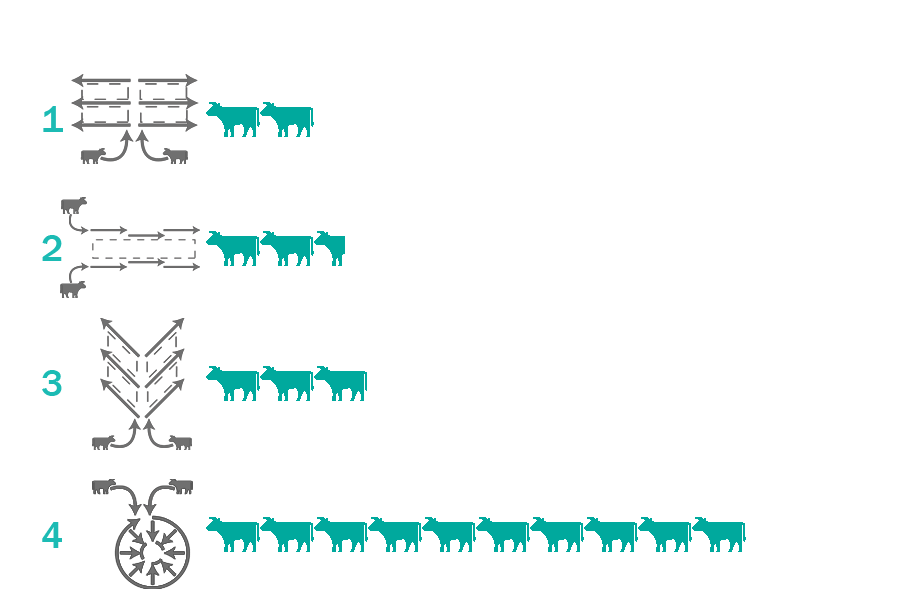
Vier melksystemen

In de jaren zeventig raakte de ligboxenstal in de zwang. In dit type stal stonden de koeien niet langer vast, zoals in een grupstal, maar konden vrij rondlopen. De opkomst van de ligboxenstal was sterk beïnvloed door twee maatregelen vanuit de overheid en EU. In 1978 werd de Wet op de Investeringsrekening geïntroduceerd. De wet, ook wel bekend als WIR, gaf ondernemers de mogelijkheid om bepaalde investeringen in mindering te brengen op de inkomsten- of vennootschapsbelasting. Het doel van de WIR-premies was het stimuleren van ondernemers om te investeren in bedrijfsmiddelen, en dan met name machines. Wie het handig aanpakte, kon de belasting zover drukken dat die negatief werd waardoor er geld terugbetaald werd. Vanwege dit oneigenlijke gebruik, dat niet alleen in de agrarische sector plaats vond, zou de WIR uiteindelijk in 1988 afgeschaft worden. Ook kon er gebruik gemaakt worden van de EEG-rentesubsidieregeling, een door de Raad van Europese Gemeenschap ingestelde richtlijn ter modernisering van agrarische bedrijven [63]. Van alle ligboxenstallen die tussen 1972 en 1985 werden gebouwd, was ruim 80% met behulp van een rentesubsidie gefinancierd.
Het bouwen van ligboxenstallen betekende dat er ook wat moest veranderen in de manier waarop men molk. Omdat de koeien niet meer vast stonden was het niet langer handig dat de melker naar de koeien toe ging. Het was daarom handiger om de koeien naar de melklocatie te laten komen. Zo ontstonden er verschillende systemen waar koeien gemolken werden. De meest gebruikte was de visgraatmelkstal. De visgraatmelkstal was geïnspireerd op de doorloopstallen die al veel in de zomer gebruikt werden. Ook dan werden de koeien naar een ‘vaste’ melkplaats gehaald in plaats van dat het melktoestel naar de (vaststaande) koeien werd gebracht. De melkstal was zo ingericht dat de melker meerdere machines tegelijk kon bedienen en er dus in een uur tijd veel meer koeien gemolken konden worden dan in een grupstal. Andere uitvoeringen van de melkstal kwamen er ook. Zoals een vorm waarbij de melker op één plek blijft staan en de koeien in een soort draaimolen gaan, een carrousel of draaimelkstal, waardoor de melker niet telkens heen en weer hoeft te lopen en de koeien ook minder op elkaar hoeven te wachten.

### Robotmelken
in de jaren '80 en '90 werden de eerste volledig geautomatiseerde melksystemen,ook wel melkrobot genoemd, ontwikkeld. Aan het melken van koeien komt nu geen mens meer te pas. Bij een melkrobot stapt de koe zelf in een soort box en wordt dan automatisch gemolken. De gegevens over de melkgift worden opgeslagen op een computer.